# Яна Борисова
Яна Борисова (болг. Яна Борисова; 1972, Софія) — болгарська письменниця, драматург і сценарист.

## Біографія
Народилася в Софії у 1972 році. Закінчила історію мистецтва. Пише п'єси, книги, розповіді та сценарії кіно. Проводить курси творчого письма. Найвідоміші її твори «Малка пиеса за детска стая», «Приятнострашно» і «ХОРАТА ОТ ОЗ». У 2007 році виграла конкурс сучасного мистецтва, що проводив Театр 199, з написання камерної п'єси (до чотирьох акторів) на сучасну тему, названих на честь великої болгарської актриси Славки Славової.
У 2008 році Міністерство культури Франції, Editions Théâtrales, Theatre Odeon та Авіньйонський театральний фестиваль [Архівовано 1 березня 2010 у Wayback Machine.] обрали Яну Борисову як представника Болгарії в проекті «27 п'єс з Європи». Збірки видані в Болгарії, Бельгії, Франції, Сербії, Росії, Аргентині, США, Італії та Німеччини. Її роботи включають «Кралица на прозореца», «За замъците, валежите, роднините и любовта», «Тихи невидими хора», «Книгата, която се оказа дневник», «Уилъби», «Няколко истории за кралици и крале» тощо..
Яна Борисова працює консультантом з діалогів у багатьох фільмах, а також як редактор кіно- та телевізійних сценаріїв.

## Визнання та нагороди
Лауреат нагород: Ікар (2008, 2010, 2014), Аскеер (2008), Незалежна премія критиків, премія камерного твору, премія «Золота ручка», Європейська драма та інші. Номінована на різні європейські нагороди за драматургію і літературу. Бере участь у різних театральних фестивалях в Європі.